# Disturbios de San Lorenzo de 2019
Los disturbios de San Lorenzo ocurrieron el 16 de diciembre de 2019 por el asesinato de Sonia Isabel Alvarado Huayunga. Se desarrolló en la ciudad de San Lorenzo, en la provincia de Datem del Marañón, en el oeste del departamento de Loreto, Perú.
Sonia Alvarado fallece a los 29 años en el 2019 Se dio el lunes 16 de diciembre, cuando la población enfurecida no aceptó los nueve meses de prisión preventiva que se habían declarado contra los presuntos asesinos, entre los cuales se encontraba su pareja, por considerarlo una sanción primaria muy condescendiente ante la crueldad de la forma en la que murió Alvarado. Los principales lugares afectados por la oleada de violencia fue el centro de la ciudad, el Ministerio Público, la comisaría distrital de la Policía Nacional del Perú, entre otros sitios.
Aunque los disturbios fueron tildados por algunos periodistas como «la indignación (...) aprovechada por algunos inescrupulosos», para otros, los sucesos representan un «ajusticiamiento popular» ante el brote de feminicidios y la persecución periodística, pues Alvarado se encontraba realizando una investigación sobre tráfico de madera ilegal que implicaban a autoridades locales de la provincia loretana.
El 30 de diciembre de 2019 se desarrolló una manifestación masiva pacífica en la ciudad de San Lorenzo pidiendo que se incluya a otros posibles sospechosos en el asesinato de la periodista.

## Fondo

### Contexto nacional
La corrupción política acompañada por impunidad es percibida por la mayoría de peruanos como un hecho muy presente en la vida nacional, de igual manera la agresión mortal contra mujeres en el país durante el año 2019 es considerada la de más alta cifra de la década de 2010.

### Muerte de Sonia Isabel Alvarado Huayunga
La periodista Sonia Isabel Alvarado Huayunga de 28 años de edad, fue reportada desaparecida el 7 de diciembre de 2019 por familiares y amigos, la búsqueda se extendió a otros pueblos y a la ribera del río Marañón en las cuales ayudaron las rondas campesinas. El 10 de diciembre en el barrio de Carabanchel de la ciudad de San Lorenzo fue encontrado su cuerpo semienterrado, con señales de tortura. Ese mismo día, fue detenido su expareja el abogado Felipe Cáceres Rodríguez, y a Ricardo Castillo, un conductor de mototaxi que investigaciones posteriores indicaron que ayudó a Cáceres a transportar y ocultar el cadáver de la mujer.
Según las investigaciones, Sonia Isabel murió el mismo día de su desaparición, el proceso de su muerte fue un golpe de gravedad en la cabeza por parte de su pareja Felipe Cáceres Rodríguez, dejándola con el encéfalo descubierto, posteriormente fue estrangulada hasta su dislocación del cuello. Luego del ataque,  Ricardo Castillo Valdivia (cómplice del asesino) transporto el cuerpo en un mototaxi. El cuerpo fue enterrado en el barrio Carabanchel del fundo de Román Pisco.
Castillo Valdivia, luego de capturado, informó a la Policía Nacional del Perú que Alvarado durante el traslado al lugar de entierro aún mostraba signos de vida, por lo cual el motivo de muerte final fue la asfixia por entierro prematuro.

#### Indiferencia a pedidos de protección
El diario El Comercio brindó información que Alvarado en noviembre había denunciado a Cáceres por violencia doméstica, como agresión verbal, e intento de asesinato. El padre de la víctima informó:

Él la seguía demasiado. Pese a que estaban separados hace dos meses, entraba a su casa y disponía de todo. No era una persona razonable ni afectivo, siempre quiso silenciar a mi hija.

#### Motivo del crimen
Alvarado Huayunga trabajaba en la radio Láser, tenía dos hijos con Cáceres Rodríguez y trabaja en el área de relaciones públicas de la municipalidad del Distrito de Barranca. Se encontraba investigando sobre una red de tráfico de madera en el departamento de Loreto, en la cual estaba implicado su expareja Felipe Cáceres Rodríguez, este en más de una ocasión amedrentó a su expareja.

## Disturbios

### Dictamen de prisión preventiva

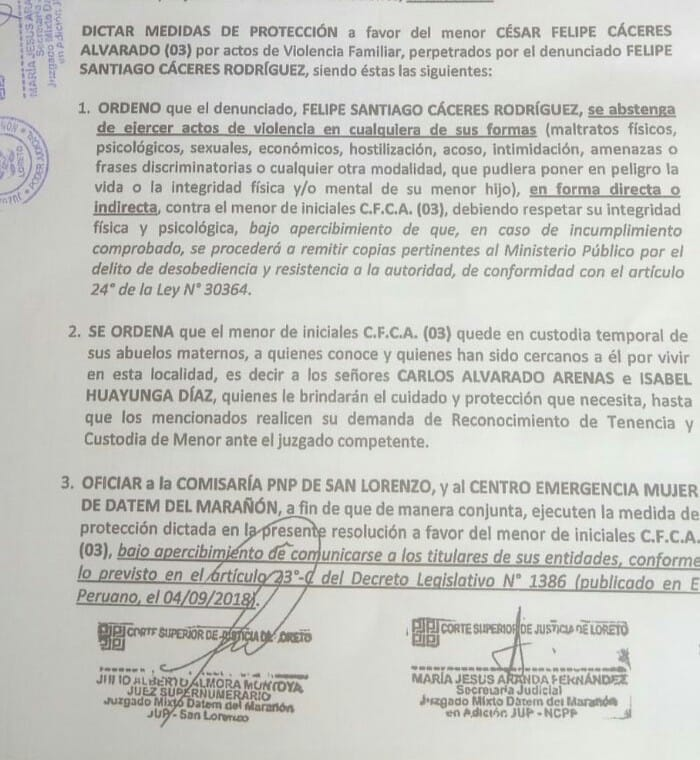
Comunicado del Ministerio Público que ordena trasladar la potestad de los hijos de Sonia Isabel Alvarado Huayunga a los abuelos maternos.

El 16 de diciembre de 2019, el Ministerio Público dio nueve meses de prisión preventiva a los dos implicados en el crimen, el lugar donde cumpliría la preventiva serían el penal San Jacinto en Iquitos, en la provincia de Maynas, y capital de Loreto.
La población percibió como muy poco tiempo la prisión, pero el suceso que desencadenó las manifestaciones violentas fue que entre ellos se corrió el rumor de que Cáceres y compañía serían liberados en Iquitos por influencia de la expareja en el Ministerio Público de la mencionada ciudad:

No importa si los nueve meses son para que sigan investigando, las pruebas ya lo delataron, su cómplice ya declaró. Definitivamente, la justicia no llega a los sitios más alejados, ese criminal debe pagar
Poblador de San Lorenzo al diario La República, 17 de diciembre de 2019.

### Manifestaciones violentas
Esa misma mañana a las 10:00 a. m. (hora peruana) comenzaron los disturbios con protestas en el centro de la ciudad de San Lorenzo pidiendo que Cáceres sea entregado a ellos, una turba furiosa ingresó a la comisaría policial de la ciudad, los 15 agentes intentaron controlar la situación lanzando bombas lacrimógenas, pero los manifestantes descontentos destruyeron varias computadoras, documentos y prendieron fuego a la comisaría, el mototaxi a las afueras del edificio policial en donde fue transportada Alvarado también fue incendiado, la turba se dirigió a la sede del Ministerio Público el cual corrió la misma suerte que la comisaría y el mototaxi.
La policía enterada de la situación en toda la ciudad, subieron rápidamente a los implicados a una avioneta para llevarlos a Iquitos, pronto el aeródromo fue invadido por manifestantes que corrieron a la pista de despegue e intentaron evitar la salida de la nave, al final la avioneta logró partir a Iquitos para luego internar a los presuntos criminales.

### Control de los incendios y pacificación de la ciudad
Para horas de la tarde la policía, junto con algunos locales, logró apagar la mayoría de los incendios, en los escombros de su comisaría encontraron sus armas en mal estado, los efectivos buscaron también documentos que hubieran sobrevivido a la asonada.
El 17 de diciembre de 2019, la Policía Nacional del Perú contabilizó que de su sección, un patrullero, camioneta y dos motocicletas fueron destruidas, también se había sustraído ilegalmente 4 fusiles AKM y chalecos antibalas. Medios periodísticos también informaron dificultad para cumplir su labor ante el acoso de los manifestantes.

## Reacciones
El coronel PNP Jorge Barbosa, jefe de la Dirección Territorial Policial de San Martín viajó a San Lorenzo para evaluar los daños materiales.
El Ministerio Público pidió mantener la calma para poder proseguir con las investigaciones, el ente también informó que un policía resultó herido en la cabeza durante los disturbios. La Corte Superior de Justicia de Loreto informó que de proseguir los disturbios solicitaría la evacuación del Ministerio Público y del Poder Judicial.
La Asociación Nacional de Periodistas de Perú expresó «su consternación» por el asesinato de Sonia Isabel Alvarado Huayunga, y Emmanuel Colombié, director del Despacho América Latina de Reporteros Sin Fronteras informó que «debe hacerse justicia por Sonia Isabel Alvarado Huayunga y su familia», además enfantizó que la «organización pide a las autoridades peruanas que esclarezcan este caso y que se examine con gran atención si el crimen estuvo relacionado con su trabajo periodístico».